# Orimarga (Orimarga) mashonensis
Orimarga (Orimarga) mashonensis is een tweevleugelige uit de familie steltmuggen (Limoniidae). De soort komt voor in het Afrotropisch gebied.